# Saint-Marcel-lès-Sauzet
Saint-Marcel-lès-Sauzet település Franciaországban, Drôme megyében. Lakosainak száma 1231 fő (2022. január 1.). Saint-Marcel-lès-Sauzet Sauzet és Savasse községekkel határos.

## Népesség
A település népessége az elmúlt években az alábbi módon változott:
| Lakosok száma | 358  | 620  | 1025 | 1116 | 1184 | 1226 | 1244 | 1289 | 1269 | 1231 |
|               | 1968 | 1982 | 1990 | 2006 | 2013 | 2015 | 2017 | 2019 | 2020 | 2022 |